# Kompressziós modulus

Az uniform nyomás illusztrációja

Egy anyag kompressziós modulusa vagy bulk modulusa (jele: K vagy B) az uniform nyomással (minden irányból egyforma nagyságú) szembeni ellenálló képességét jellemzi. Definíció szerint az infinitezimálisan kicsiny nyomásnövekedés, és az ennek eredményeképpen bekövetkező relatív térfogatcsökkenés hányadosa. SI mértékegysége a pascal, dimenziós alakja: M1L−1T−2.

## Definíció
A kompressziós modulus {\displaystyle K>0} formálisan kifejezve:
{\displaystyle K=-V{\frac {\mathrm {d} p}{\mathrm {d} V}}}
ahol P a nyomás, V a térfogat, és dp/dV a nyomás térfogat szerinti deriváltja.  Ezzel ekvivalens:
{\displaystyle K=\rho {\frac {\mathrm {d} p}{\mathrm {d} \rho }}}
ahol ρ a sűrűség és dp/dρ a nyomás sűrűség szerinti deriváltja. A kompressziós modulus reciproka az összenyomhatóság.
Más modulusok az anyag más típusú terheléssel szembeni válaszát (nyúlását) írják le: a nyírószilárdsági modulus a nyírás, a Young modulus az egytengelyű feszültség és a nyúlás közti kapcsolatot adja meg. Folyadékok esetében azonban csak a kompressziós modulus bír jelentéssel. Anizotróp anyagok, mint például a fa vagy papír esetében ez a három modulus nem tartalmaz elég információt az anyag viselkedésének leírására, ezért az általánosított Hooke-törvény alkalmazandó.

## Jellemző értékek
| Anyag            | Kompressziós modulus (GPa) | Kompressziós modulus (psi) |
| ---------------- | -------------------------- | -------------------------- |
| Üveg (lásd ábra) | 35-55                      | 5,8×103                    |
| Acél             | 160                        | 23×103                     |
| Gyémánt (4 K-en) | 443                        | 64×103                     |

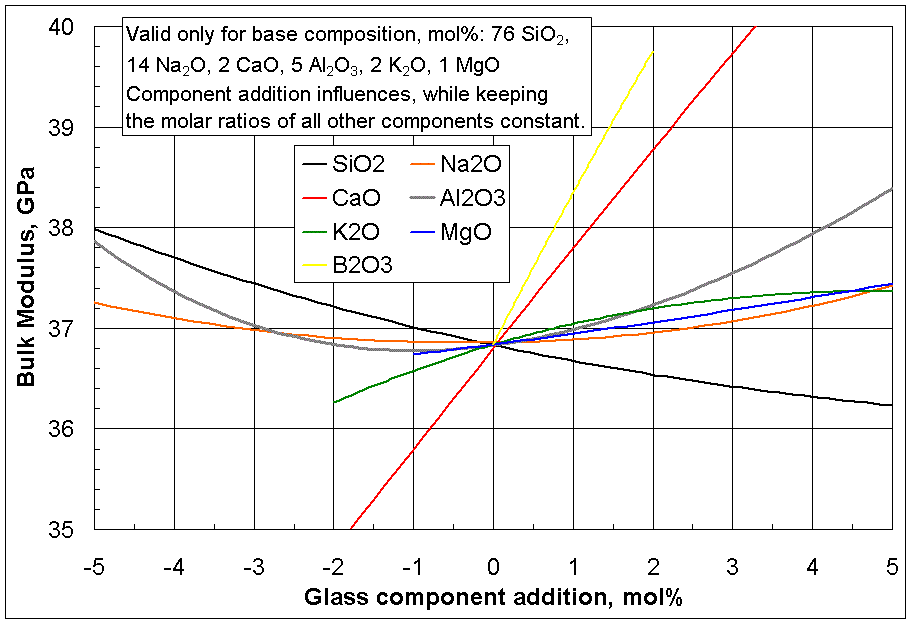
Egyes üvegkomponensek hatása az alapüveg kompressziós modulusára.

Egy anyag, amelynek kompressziós modulusa 35 GPa, egy százaléknyi térfogatvesztést szenved, ha 0,35 GPa (~3500 bar) külső nyomás hat rá.
| Anyag          | Kompressziós modulus (Pa)                     |
| -------------- | --------------------------------------------- |
| Víz            | 2,2×109 (nagy nyomáson értéke megnő)          |
| Metanol        | 8,23×108 (20 °C és 1 Atm)                     |
| Levegő         | 1,42×105 (adiabatikus kompressziós modulus)   |
| Levegő         | 1,01×105 (konstans hőmérsékletű bulk modulus) |
| Szilárd hélium | 5×107                                         |

## Fordítás
- Ez a szócikk részben vagy egészben  a   Bulk modulus című angol Wikipédia-szócikk ezen változatának fordításán alapul.  Az eredeti cikk szerkesztőit annak laptörténete sorolja fel. Ez a jelzés csupán a megfogalmazás eredetét és a szerzői jogokat jelzi, nem szolgál a cikkben szereplő információk forrásmegjelöléseként.

| Átszámítási képletek (nyitható táblázat)                                                                      | Átszámítási képletek (nyitható táblázat)               | Átszámítási képletek (nyitható táblázat) | Átszámítási képletek (nyitható táblázat)               | Átszámítási képletek (nyitható táblázat)  | Átszámítási képletek (nyitható táblázat)                   | Átszámítási képletek (nyitható táblázat)          | Átszámítási képletek (nyitható táblázat)                | Átszámítási képletek (nyitható táblázat)          | Átszámítási képletek (nyitható táblázat)  | Átszámítási képletek (nyitható táblázat) |
| --- | ------------------------------------------------------ | ---------------------------------------- | ------------------------------------------------------ | ----------------------------------------- | ---------------------------------------------------------- | ------------------------------------------------- | ------------------------------------------------------- | ------------------------------------------------- | ----------------------------------------- | ---------------------------------------- |
| Homogén izotróp tulajdonságú anyagok tulajdonságai kiszámíthatóak, ha legalább két másik tulajdonságuk ismert |                                                        |                                          |                                                        |                                           |                                                            |                                                   |                                                         |                                                   |                                           |                                          |
| | {\displaystyle (\lambda ,\,G)}                         | {\displaystyle (E,\,G)}                  | {\displaystyle (K,\,\lambda )}                         | {\displaystyle (K,\,G)}                   | {\displaystyle (\lambda ,\,\nu )}                          | {\displaystyle (G,\,\nu )}                        | {\displaystyle (E,\,\nu )}                              | {\displaystyle (K,\,\nu )}                        | {\displaystyle (K,\,E)}                   | {\displaystyle (M,\,G)}                  |
| {\displaystyle K=\,}                                                                                          | {\displaystyle \lambda +{\tfrac {2G}{3}}}              | {\displaystyle {\tfrac {EG}{3(3G-E)}}}   |                                                        |                                           | {\displaystyle {\tfrac {\lambda (1+\nu )}{3\nu }}}         | {\displaystyle {\tfrac {2G(1+\nu )}{3(1-2\nu )}}} | {\displaystyle {\tfrac {E}{3(1-2\nu )}}}                |                                                   |                                           | {\displaystyle M-{\tfrac {4G}{3}}}       |
| {\displaystyle E=\,}                                                                                          | {\displaystyle {\tfrac {G(3\lambda +2G)}{\lambda +G}}} |                                          | {\displaystyle {\tfrac {9K(K-\lambda )}{3K-\lambda }}} | {\displaystyle {\tfrac {9KG}{3K+G}}}      | {\displaystyle {\tfrac {\lambda (1+\nu )(1-2\nu )}{\nu }}} | {\displaystyle 2G(1+\nu )\,}                      |                                                         | {\displaystyle 3K(1-2\nu )\,}                     |                                           | {\displaystyle {\tfrac {G(3M-4G)}{M-G}}} |
| {\displaystyle \lambda =\,}                                                                                   |                                                        | {\displaystyle {\tfrac {G(E-2G)}{3G-E}}} |                                                        | {\displaystyle K-{\tfrac {2G}{3}}}        |                                                            | {\displaystyle {\tfrac {2G\nu }{1-2\nu }}}        | {\displaystyle {\tfrac {E\nu }{(1+\nu )(1-2\nu )}}}     | {\displaystyle {\tfrac {3K\nu }{1+\nu }}}         | {\displaystyle {\tfrac {3K(3K-E)}{9K-E}}} | {\displaystyle M-2G\,}                   |
| {\displaystyle G=\,}                                                                                          |                                                        |                                          | {\displaystyle {\tfrac {3(K-\lambda )}{2}}}            |                                           | {\displaystyle {\tfrac {\lambda (1-2\nu )}{2\nu }}}        |                                                   | {\displaystyle {\tfrac {E}{2(1+\nu )}}}                 | {\displaystyle {\tfrac {3K(1-2\nu )}{2(1+\nu )}}} | {\displaystyle {\tfrac {3KE}{9K-E}}}      |                                          |
| {\displaystyle \nu =\,}                                                                                       | {\displaystyle {\tfrac {\lambda }{2(\lambda +G)}}}     | {\displaystyle {\tfrac {E}{2G}}-1}       | {\displaystyle {\tfrac {\lambda }{3K-\lambda }}}       | {\displaystyle {\tfrac {3K-2G}{2(3K+G)}}} |                                                            |                                                   |                                                         |                                                   | {\displaystyle {\tfrac {3K-E}{6K}}}       | {\displaystyle {\tfrac {M-2G}{2M-2G}}}   |
| {\displaystyle M=\,}                                                                                          | {\displaystyle \lambda +2G\,}                          | {\displaystyle {\tfrac {G(4G-E)}{3G-E}}} | {\displaystyle 3K-2\lambda \,}                         | {\displaystyle K+{\tfrac {4G}{3}}}        | {\displaystyle {\tfrac {\lambda (1-\nu )}{\nu }}}          | {\displaystyle {\tfrac {2G(1-\nu )}{1-2\nu }}}    | {\displaystyle {\tfrac {E(1-\nu )}{(1+\nu )(1-2\nu )}}} | {\displaystyle {\tfrac {3K(1-\nu )}{1+\nu }}}     | {\displaystyle {\tfrac {3K(3K+E)}{9K-E}}} |                                          |